# John Dronsella
John Michael Dronsella (* Juli 1957 in Vancouver, Kanada) ist ein ehemaliger kanadisch-deutscher Basketballspieler. Er besitzt die Staatsbürgerschaft Kanadas und Deutschlands.

## Leben
Dronsella, dessen Vater aus der Nähe von Leipzig stammte und 1954 nach Kanada auswanderte, spielte als Jugendlicher Baseball und betrieb Ringen, ab dem Alter von 15 Jahren dann Basketball. Er spielte Ende der 1970er Jahre Basketball an der Simon Fraser University und in der Saison 1979/80 dann an der Saint Mary’s University in Halifax.
Der 1,91 Meter große Spieler ging 1980 nach Deutschland und verstärkte in der Saison 1980/81 den Bundesligisten Hamburger TB. Später spielte er in Göttingen und Berlin in der Basketball-Bundesliga und studierte gleichzeitig Medizin. Mit dem ASC Göttingen wurde er 1983 deutscher Meister. Er ging dann zum DTV Charlottenburg. Zum Ende seiner Leistungssportkarriere erzielte er bei der BG Charlottenburg beziehungsweise deren Nachfolgemannschaft Alba Berlin von 1990 bis 1992 in der Bundesliga in 113 Spielen 1159 Punkte. Dronsella wurde als Orthopäde und Unfallchirurg in Berlin tätig und nimmt häufig an Alt-Herren-Basketballturnieren, auch auf internationaler Ebene, teil.